# ساندمان
جيم فولينجتون (بالإنجليزية: The Sandman) هو مصارع أمريكي ولد في 16 يونيو 1963 كان يعرف سابقا باسم السندمان وكان يصارع في عدة اتحادات فعندما ظهر لأول مرة سنة 1989 كان يصارع في اتحاد دابليو سي دابيلو ثم انتقل إلى اتحاد تي اين دابليو ثم دخل إلى أشهر اتحاد وهو دابليو أي دابليو ولان يصارع في اتحاد أي سي دابليو.

## روابط خارجية
- ساندمان على موقع IMDb (الإنجليزية)
- ساندمان على موقع قاعدة بيانات الفيلم (الإنجليزية)
- ساندمان على موقع دبليو دبليو إي (الإنجليزية)
- ساندمان على موقع WrestlingData.com (الإنجليزية)
- ساندمان على موقع CageMatch worker (الإنجليزية)
- ساندمان على موقع قاعدة بيانات المصارعة على الإنترنت (الإنجليزية)
- ساندمان على موقع عالم المصارعة على الإنترنت (الإنجليزية)
- ساندمان على موقع عالم المصارعة على الإنترنت (الإنجليزية)